# Mike il carlino
Mike il carlino (Mighty Mike) è una serie animata in CGI franco-canadese del 2019 creata da Guillaume Hellouin prodotta da TeamTO e Digital Dimension e distribuita da Cake Entertainment, in collaborazione con France Télévisions, Super RTL, UYoung, Radio-Canada e Family Channel.
La serie debutta ufficialmente in Canada il 4 marzo 2019 su Family Channel. In Europa la serie viene distribuita su Boomerang; nella versione italiana debutta il 9 settembre 2019. In seguito viene replicata su Cartoonito. In Francia la serie viene trasmessa su France 3 dal 19 ottobre 2019.

## Trama
La serie segue le disavventure del carlino Mike, mentre cerca di ottenere l'affetto della sua vicina Iris, un cane crestato cinese. Ma ogni volta deve vedersela con due dispettosi procioni, Freddy e Mercury (i cui nomi ricordano il cantante Freddie Mercury).

## Episodi
| Stagione       | Episodi | Prima TV Canada | Prima TV Francia | Prima TV Italia |
| -------------- | ------- | --------------- | ---------------- | --------------- |
| Prima stagione | 78      | 2019            | 2019-2020        | 2019-2020       |